# 빌헬름 헤르만 올루프 마센
빌헬름 헤르만 올루프 마센(덴마크어: Vilhelm Herman Oluf Madsen, 1844년 4월 11일 코펜하겐 ~ 1917년 6월 14일 프레데릭스베르)은 덴마크의 군인, 정치인이다.
1859년에 덴마크 군대에 입대했으며 1864년에 일어난 제2차 슐레스비히 전쟁에서는 중위 계급으로 참전했다. 대령 계급으로 있던 1896년에는 기관총을 개발했고 1902년에는 덴마크군이 기관총을 채택하는 데에 주도적인 역할을 했다. 1901년 7월 24일에는 덴마크 전쟁부 장관으로 임명되었지만 1905년 1월 14일을 기해 전쟁부가 폐지되면서 사임했다.
1903년에는 장군으로 진급했고 1909년에는 좌파당 소속 덴마크 의회 의원으로 선출되었다. 수학에도 관심을 가졌으며 1903년부터 1910년까지 덴마크 수학회 회장을 역임했다.